# Mecocerculus poecilocercus
Tiraninho-de-cauda-branca ou alegrinho-de-cauda-branca (Mecocerculus poecilocercus) é uma espécie de ave da família Tyrannidae.
Pode ser encontrada nos seguintes países: Colômbia, Equador e Peru.
Os seus habitats naturais são: regiões subtropicais ou tropicais húmidas de alta altitude.